# Сил-Бей (гидроаэропорт)
Гидроаэропорт Сил-Бей (англ. Seal Bay Seaplane Base), (ИАТА: SYB) — коммерческий гражданский гидроаэропорт, расположенный в населённом пункте Сил-Бей (Аляска), США.
Деятельность аэропорта субсидируется за счёт средств Федеральной программы США Essential Air Service (EAS) по обеспечению воздушного сообщения между небольшими населёнными пунктами страны.